# NGC 5327
NGC 5327 é uma galáxia espiral barrada (SBb) localizada na direcção da constelação de Virgo. Possui uma declinação de -02° 12' 23" e uma ascensão recta de 13 horas, 52 minutos e 04,1 segundos.
A galáxia NGC 5327 foi descoberta em 15 de Abril de 1787 por William Herschel.